# Decachaeta
Decachaeta es un género de plantas de la familia Asteraceae. Comprende 11 especies descritas y de estas, solo 8 aceptadas.  Es originario de México.

## Descripción
Las plantas de este género sólo tienen disco (sin rayos florales) y los pétalos son de color blanco, ligeramente amarillento blanco, rosa o morado (nunca de un completo color amarillo).

## Taxonomía
El género fue descrito por Augustin Pyrame de Candolle y publicado en Prodromus Systematis Naturalis Regni Vegetabilis 5: 133. 1836. La especie tipo es: Decachaeta haenkeana DC. 

## Especies aceptadas
A continuación se brinda un listado de las especies del género Decachaeta aceptadas hasta junio de 2012, ordenadas alfabéticamente. Para cada una se indica el nombre binomial seguido del autor, abreviado según las convenciones y usos.
- Decachaeta haenkeana DC.
- Decachaeta incompta (DC.) R.M.King & H.Rob.
- Decachaeta ovandensis (Grashoff & Beaman) R.M.King & H.Rob.
- Decachaeta ovatifolia (DC.) R.M.King & H.Rob.
- Decachaeta perornata (Klatt) R.M.King & H.Rob.
- Decachaeta pyramidalis (B.L.Rob.) "S.D.Sundb., C.P.Cowan & B.L.Turner"
- Decachaeta scabrella (B.L.Rob.) R.M.King & H.Rob.
- Decachaeta thieleana (Klatt ex Klatt) R.M.King & H.Rob.